# Йохан фон Лупфен
Йохан фон Лупфен (на немски: Johann von Lupfen, Johannes von Lupfen, Johann III von Lupfen, Johann IV. Landgraf von Lupfen-Stühlingen; * 19 февруари 1487, Щюлинген; † 8 май 1551, Енген, Хегау) от стария благороднически швабски род на графовете на Лупфен и ландграфовете на Щюлинген, е княжески епископ на Констанц (1532 – 1537).

## Произход и духовна кариера
Той е син на ландграф Хайнрих III фон Лупфен-Щюлинген, господар на Хевен и Енген (1462 – 1521), и съпругата му Хелена фон Раполтщайн-Хоенак-Геролдсек (1466 – сл. 1521), дъщеря на Вилхелм I фон Раполтщайн-Хоенак-Геролдсек († 1507) и Жана де Ньофшател († 1475).
От 1503 г. Йохан е каноник в катедралата на Констанц, около 1522 г. е домкустос, от 1528 г. пропст на църквата „Св. Стефан“ в Констанц. На 3 февруари 1532 г. е избран в църквата на Юберлинген за епископ на Констанц, против кандидата на краля, домхер Георг Зигмунд фон Хоенемс. Той се отказва от тази служба на 17 юни 1537 г. и се оттегля в родината си в Енген. От 1548 до 1550 г. той отново е пропст на „Св. Стефан“ в Констанц.
Погребан е в църквата на Енген.